# Fernand Carcassonne
Pour les articles homonymes, voir Carcassonne (homonymie).
Fernand Carcassonne (1901, Aix-en-Provence - 1976, Marseille) est un médecin français, professeur de clinique chirurgicale à la Faculté de médecine de Marseille.

## Éléments biographiques
Fernand Carcassonne est né à Aix-en-Provence le 5 juin 1901, dans une famille juive qui descend des Juifs du Pape. Il est le fils d’Isaac Pierre Carcassonne (1877-1962), un marchand de tissus de la localité, et d'Éva Berthe Mossé (1879-). Il a un frère, Georges, né en 1906. Il se marie, le 23 juillet 1923, à Mulhouse, avec Mélanie Hélène Farhi, née à Nîmes le 26 décembre 1902. Ils auront trois enfants (Yves, Michel et  Martine Charlette). Il décède à Marseille le 13 avril 1976.

## Études et activités professionnelles
Fernand Carcassonne fait ses études secondaires au Lycée Mignet. Il continue avec des études  de médecine. Il est major de l’internat de Lyon en 1926, chef de clinique, puis, agrégé en 1933, il est chargé de cours de clinique orthopédique infantile. Il devient en 1946 professeur titulaire de pathologie chirurgicale à la faculté de médecine de Marseille et, en 1955, professeur titulaire de clinique chirurgicale.
Il est promu chef de service de chirurgie générale à l’hôpital de la Timone et effectue quantité de missions à l’étranger (au Sénégal, en Guinée et au Soudan). Il forme une école d’où sortent de nombreux élèves et est l’auteur de travaux scientifiques originaux. Il est nommé professeur à l'université d'Aix-Marseille II, ou il donne des cours de pathologie chirurgicale et de propédeutique chirurgicale.
Représentant la France, il est l'invité de nombreuses sociétés de chirurgie, en Amérique du Sud, en Grèce, en Turquie et au Moyen-Orient. Il fait partie de missions au Sénégal, en Guinée et au Soudan. Il participe à des congrès au Japon, en Russie, en Égypte, en Angleterre, en Irlande et en Allemagne.
Le professeur Fernand Carcassonne, à la fin des années trente, est président d’honneur et chirurgien de la société des anciens combattants de l’armée de mer, membre de la mutuelle de la CGT et des caisses de solidarité ouvrière des usines d’aviation de Berre, administrateur des caisses d’allocations familiales et s’investit à l’Œuvre de secours aux enfants,. Il fonde la clinique mutualiste des Bouches-du-Rhône.
Le professeur Fernand Carcassonne est membre de la Société Internationale de Chirurgie et de l’International College of Surgeons (en), et fonde la Société méditerranéenne de chirurgie,
Il est membre titulaire de la Société de biologie.

## Pendant la guerre
Mobilisé le 6 novembre 1939, jusqu'au 19 juillet 1940, il participe à la Bataille de France.
Le 3 octobre 1940, le gouvernement de Vichy adopte le statut des juifs, dont l'article 2 interdit aux médecins juifs d'exercer une mission d'enseignement. La plupart des professeurs juifs des hôpitaux publics sont mis en disponibilité dans les trois mois qui suivent, au nombre d'une cinquantaine, dont le professeur Fernand Carcassonne, révoqué de ses fonctions le 21 décembre 1940.
Par arrêté du 16 décembre 1943, Fernand Carcassonne est nommé membre du conseil d’administration de l’Union générale des Israélites de France (section de zone Sud), ainsi que Jérémie Hemardinquer, Jacques Rudnansky et Raymond Geissmann. Il est également nommé administrateur de l’Union générale des Israélites de France (section de zone Sud), ainsi que Raymond Geissmann et Wladimir Schah.
Il fait partie du Comité Unitarien pour le Secours,pour aider la population juive persécutée.
Intégré dans la Résistance pendant la guerre, il est chirurgien dans les œuvres de secours américain au Camp des Milles et participe à la libération de Marseille les armes à la main. Il sera rétabli dans ses fonctions à la liberation, le 4 octobre 1944.

## Publications
Fernand Carcassonne publie plus de 320 articles dans des revues professionnelles, ainsi qu'un ouvrage sur le "Les Cancers du côlon"

## Hommages
Le professeur Fernand Carcassonne est nommé chevalier de la Légion d'Honneur, le 26 novembre 1949, au titre du Ministère de l'Éducation nationale, puis promu au grade d'officier le 24 septembre 1971. Il est nommé Officier de l'Instruction publique. Il reçoit différentes decorations étrangères: Croix pour le mérite (Italie), Commandeur de l'Ordre de la Santé Publique espagnole, Officier de l'Ordre de l'Aigle blanc.
Ce « praticien de valeur, professeur renommé », très engagé sur le terrain social est, en outre une « excellent républicain, défenseur des institutions »,.
Ses fils Michel et Yves suivront un parcours proche. Yves Carcassonne sera  professeur d'hématologie et de cancérologie à la Faculté de Médecine de Marseille, vice-président de la Ligue nationale contre le cancer, directeur général de l'Institut Paoli-Calmettes